# 希臘計劃

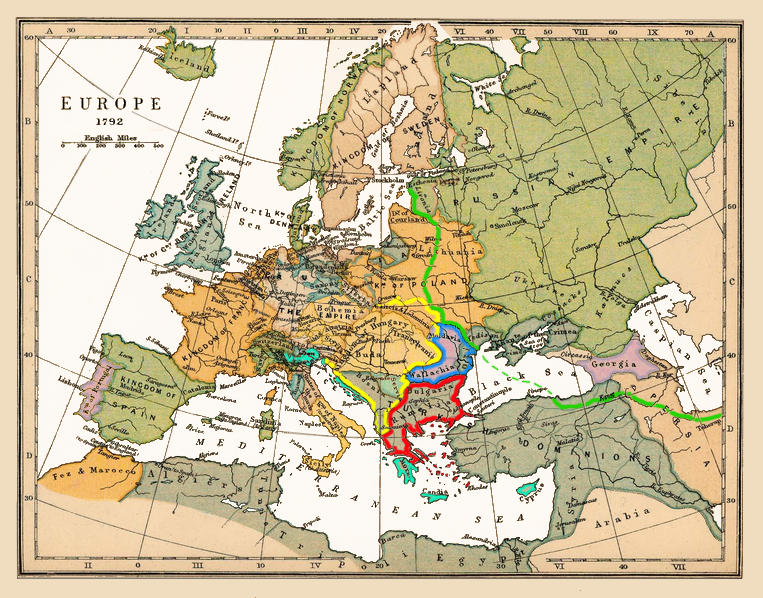
葉卡捷琳娜二世的希臘計劃。紅色範圍是計劃中的新東羅馬帝國

希臘計劃（俄语：Греческий проект）是對近東問題的初期解決方案之一，由葉卡捷琳娜二世在1780年代初期提出。該計劃設想由俄羅斯帝國和哈布斯堡君主國瓜分鄂圖曼帝國，並且建立一個以君士坦丁堡為中心的東羅馬帝國。

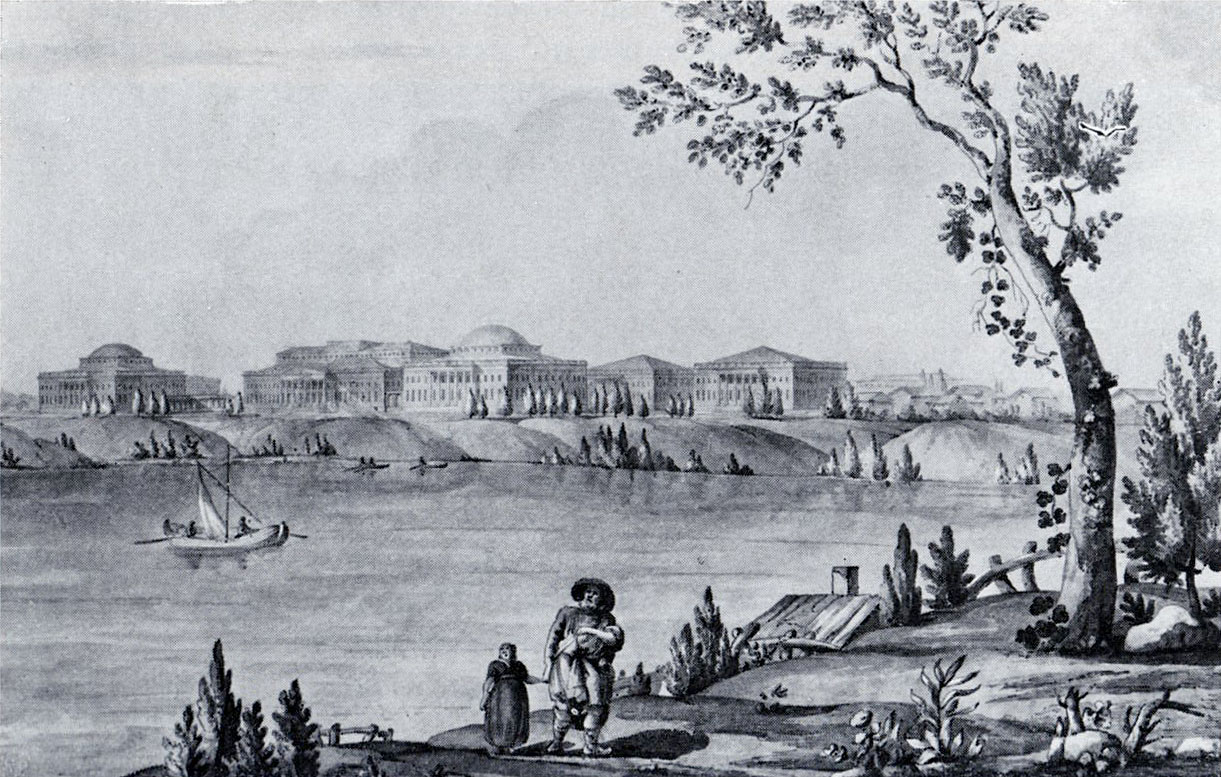
涅瓦河畔興建起的巨大的以亞歷山大大帝出生地命名的佩拉宮（Пеллинский дворец）

## 简介
在第五次俄土战争中，俄罗斯帝国派出舰队远征希腊群岛，并支持当地希腊人起义。战争期间，爱琴海诸岛共有27个岛屿获得了俄罗斯公民身份。1777年，土耳其战败，俄土双方签订《库楚克开纳吉和约》，允许俄罗斯保护土耳其境内的东正教信徒。
1781年5月，俄罗斯女皇葉卡捷琳娜二世和约瑟夫二世以私人信件的方式缔结了俄奥联盟。1782年秋，双方继续交换信件商讨联盟，9月10日葉卡捷琳娜二世致信约瑟夫二世，提出了后世所称的“希臘計劃”。凯瑟琳二世提议在俄土奥三国之间建立一个叫达契亚的基督教国家，此外如果奥斯曼帝国灭亡的话，自己要在“堕落的野蛮人统治的废墟上恢复古希腊君主制”。
希臘計劃的细节由葉卡捷琳娜二世的首席外交官亚历山大·别兹博罗德科和波将金制定。有最小计划和最大计划两种设定。最小计划是俄罗斯并吞奧恰基夫要塞和布格河至德涅斯特河一线的狭长土地；最大计划是将土耳其人彻底赶出欧洲，并在土耳其的欧洲领土上新建两个与俄罗斯结盟的东正教国家。希臘計劃的最大计划未能得到实现。

## 城市舉例
在此期间，一些主要城市取了希腊化的名字：
- 塞瓦斯托波利斯，Σεβαστούπολη，Sevastopol，1784年建立，今克里米亚港口城市塞瓦斯托波尔，意奥古斯都（Augustus，Sebaste）之城
- 辛菲罗波利斯，Συμφερόπολη，Simferopol，1784年建立，今克里米亚中心城市辛菲罗波尔，意共济之城
- 优帕特里亚，Ευπατορία，今克里米亚第三大城市叶夫帕托里亚，以“出身高贵的（Ευπάτωρ）”的米特里達梯六世命名
- 马里亚诺波利斯，Μαριούπολη，Mariupol，1780年建立，顿涅茨克州第一大港马里乌波尔，玛利亚之城
- 亚历山德罗夫斯克，Αλεξαντρόφσκ，今乌克兰扎波罗热，亚历山大之城
- 梅利托波利斯，Μελιτόπολη，Melitopol，1784年建立，今乌克兰扎波罗热州梅利托波尔，以附近古希腊殖民地梅丽塔命名
- 尼科波利斯，Νικόπολη，Nikopol，1786年建立，今乌克兰尼科波尔，胜利（Nike）之城
- 叶卡捷里农达尔，Γιεκατερινοντάρ，今俄罗斯克拉斯诺达尔，叶卡捷琳娜之礼
- 斯塔夫罗波利斯，Σταυροπόλη，今斯塔夫罗波尔，十字架之城
- 奥德修斯，Ὀδησσός，今烏克蘭西南城市敖德萨
- 蒂拉斯波利斯，Τιράσπολη，Tiraspol，1792年建立，今德涅斯特河左岸地区首府蒂拉斯波尔，以希腊语德涅斯特河的名字（Tyras）命名
- 赫尔松内索斯，χερσόνησος，今乌克兰赫尔松，以克森尼索為名，拜占庭曾在此設立赫尔松军区命名
- 狄奥多西亚，Θεοδοσία，以拜占庭皇帝狄奥多西亚命名
- 法罗斯，Φάρος，希腊语“灯塔”
- 奧維德波爾，Ovidiopol，1793年建立，今奧維迪奧波爾，源自奧德修斯
- 雅尔塔，Γιάλτα，古希腊语雅尔塔，源自Γιαλός，意為海滩